# شداد العتيلي
شداد "أحمد رشاد""محمد بكر" العتيلي (ولد في 23 مايو 1967 في أبها، السعودية -)؛ سياسي فلسطيني شغل منصب وزير سلطة المياه الفلسطينية، وهو نائب الأمين العام للاتحاد من أجل المتوسط، والأمين العام العام المساعد للاتحاد لشؤون المياه والبيئة، ومسؤول ملف المياه في دائرة المفاوضات بمنظمة التحرير الفلسطينية.

## نشأته وتحصيله العلمي
ولد شداد أحمد رشاد العتيلي بتاريخ 23 مايو 1967 في مدينة أبها السعودية لأسرة فلسطينية من بلدة عتيل في محافظة طولكرم، والده هو الشاعر والأديب الفلسطيني أحمد رشاد العتيلي.
حصل على درجة البكالوريوس في «علوم الأرض والبيئة» من جامعة اليرموك عام 1989، وعلى درجة الماجستير في «الجيولوجيا الصناعية» من ذات الجامعة عام 1992، وحصل على درجة الدكتوراه في «العلوم والتكنولوجيا الصناعية» من جامعة أورليانز في فرنسا عام 1999.

## أبحاثه
نشر شداد مجموعة من الأوراق والبحوث العلمية، منها بحث عام 2007 نشر في مجلة "Water International Periodical" عن القضايا المتعلقة بإدارة حوض نهر الأردن.

## مناصبه
- مسؤول ملف المياه في دائرة شؤون المفاوضات بمنظمة التحرير الفلسطينية.
- رئيس سلطة المياه الفلسطينية، منذ 13 أبريل 2008،[4] وحتى 20 أغسطس 2014.[5]
- نائب الأمين العام للاتحاد من أجل المتوسط، والأمين العام العام المساعد للاتحاد لشؤون المياه والبيئة، منذ 28 أكتوبر 2013 وحتى 15 سبتمبر 2015،[6] حيث تم ترشيحه ونال موافقة جميع الدول الأعضاء البالغ عددها 43 دولة.[7]

## أوسمة
في 8 يوليو 2013، منحه الرئيس الفرنسي فرانسوا أولاند وسام جوقة الشرف من رتبة فارس، وهو الوسام الأعلى في فرنسا، وذلك تقديراً لجهوده في إدارة أحد أهم ملفات الحياة وهو ملف المياه.